# Glenn Hughes (Village People)
Glenn Michael Hughes (Nueva York, 18 de julio de 1950-Ib., 4 de marzo de 2001) fue un cantante estadounidense, famoso por ser el motociclista de la agrupación de música disco Village People entre 1977 y 1996.
La potente voz de bajo de Glenn jugó un papel importante en los coros de fondo de casi la mayoría de todos los éxitos de la banda; entre ellos «In the Navy». Editó 10 trabajos discográficos de estudio junto a Village People.
Hughes lucía un bigote de herradura extravagante y llevaba su traje de cuero negro tanto sobre el escenario como fuera de este. En su vida personal, era también amante de las motocicletas y utilizó esta pasión para componer su personaje dentro de la banda. Si bien es considerado como un icono de la cultura LGBT, Hughes no era homosexual. 
En 1996, se retiró del grupo y lanzó su propio exitoso espectáculo de cabaret en Nueva York y que lo mantendría ocupado hasta que se le diagnosticó un cáncer de pulmón, debido a que era fumador habitual desde adolescente. Durante ese periodo, volvió al grupo, pero en calidad de representante artístico.
Glenn murió en su apartamento de Manhattan el 4 de marzo de 2001 a los 50 años, debido a su cáncer de pulmón. Fue enterrado vestido con su característico traje de motero de cuero negro en el cementerio de Saint Charles en Farmingdale, Nueva York. El 12 de septiembre de 2008, fue incluido junto a Village People, en el Paseo de la fama de Hollywood.